# Karl-Heinz Jaeger
Karl-Heinz Jaeger (25 de junho de 1914 - 20 de dezembro de 1992) foi um oficial alemão que serviu no Deutsches Heer durante a Segunda Guerra Mundial. Foi condecorado com a Cruz de Cavaleiro da Cruz de Ferro com Folhas de Carvalho.

## Condecorações
| Cruz de Ferro (1939) 2ª Classe                                   | 22 de dezembro de 1942 |
| Cruz de Ferro (1939) 1ª Classe                                   | 10 de julho de 1943    |
| Distintivo da infantaria de assalto                              |                        |
| Cruz Germânica em Ouro                                           | 7 de dezembro de 1944  |
| Cruz de Cavaleiro da Cruz de Ferro                               | 4 de agosto de 1943    |
| Cruz de Cavaleiro da Cruz de Ferro com Folhas de Carvalho nº 786 | 16 de março de 1945    |